# Emmanuel Chabrier
(Alexis-) Emmanuel Chabrier (18. januar 1841 i Ambert (Puy-de-Dôme) – 13. september 1894 i Paris) var en fransk komponist og pianist.
Chabrier studerede oprindelig retsvidenskab og blev ansat i indenrigsministeriet, hvor
han arbejdede 1862-79; ved siden heraf dyrkede han ivrigt musikken og debuterede som
komponist med en samling klaverstykker; bekendt blev hans navn dog først gennem
operetten L’étoile (1877) og navnlig senere ved operaen Gwendoline (1886) og en opéra-comique Le roi malgré lui (1887).
Chabrier var tilhænger af den moderne franske musikskole, en fin harmoniker og – uden at være nogen særlig original kunstner – en komponist der værdsættes navnlig af de yngre franske musikere (o. 1915). En orkesterfantasi af Chabrier, Espana, er opført i København.